# Pomník obětem 1. světové války (Vratimov)
Pomník obětem 1. světové války je železobetonový památník ve městě Vratimov v okrese Ostrava-město v Moravskoslezském kraji v geomorfoligickém celku Ostravská pánev.

## Další informace
V roce 1938 byl v parku u Husitského sboru ve Vratimově odhalen památník obětem 1. světové války. Na stupňovitém kvádrovém soklu je umístěna socha sedícího/klečícího vojáka. Voják má na hlavě helmu a dobové oblečení a v rukou drží pušku opřenou o rameno. Dílo bylo v roce 2016 renovováno a dle stavu červenec 2022 je konec pušky mírně poškozen. Na soklu jsou umístěny tři kamenné desky s datem války a 30 jmény místních občanů - vojáků zabitých v první světové válce.

## Galerie

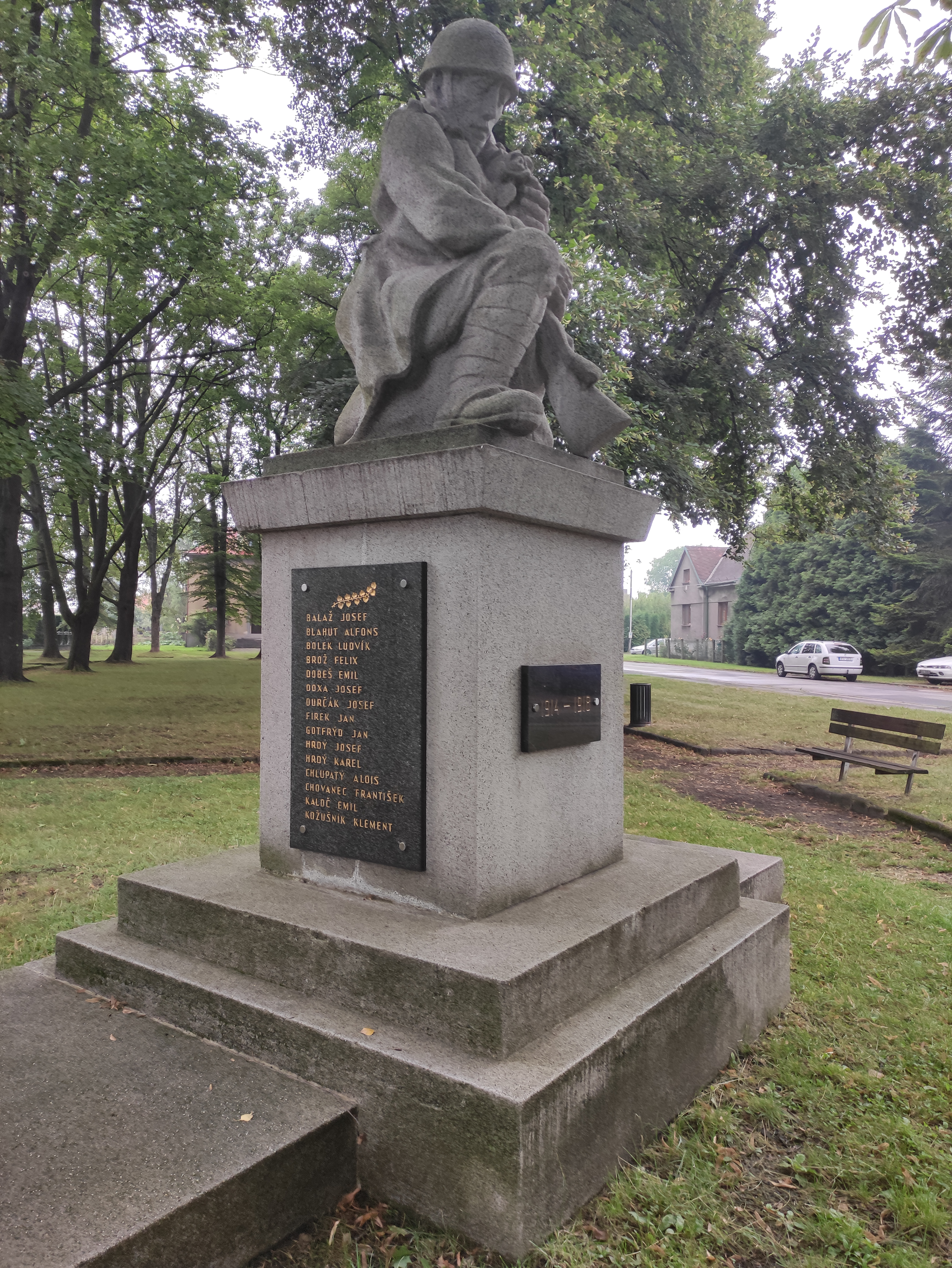
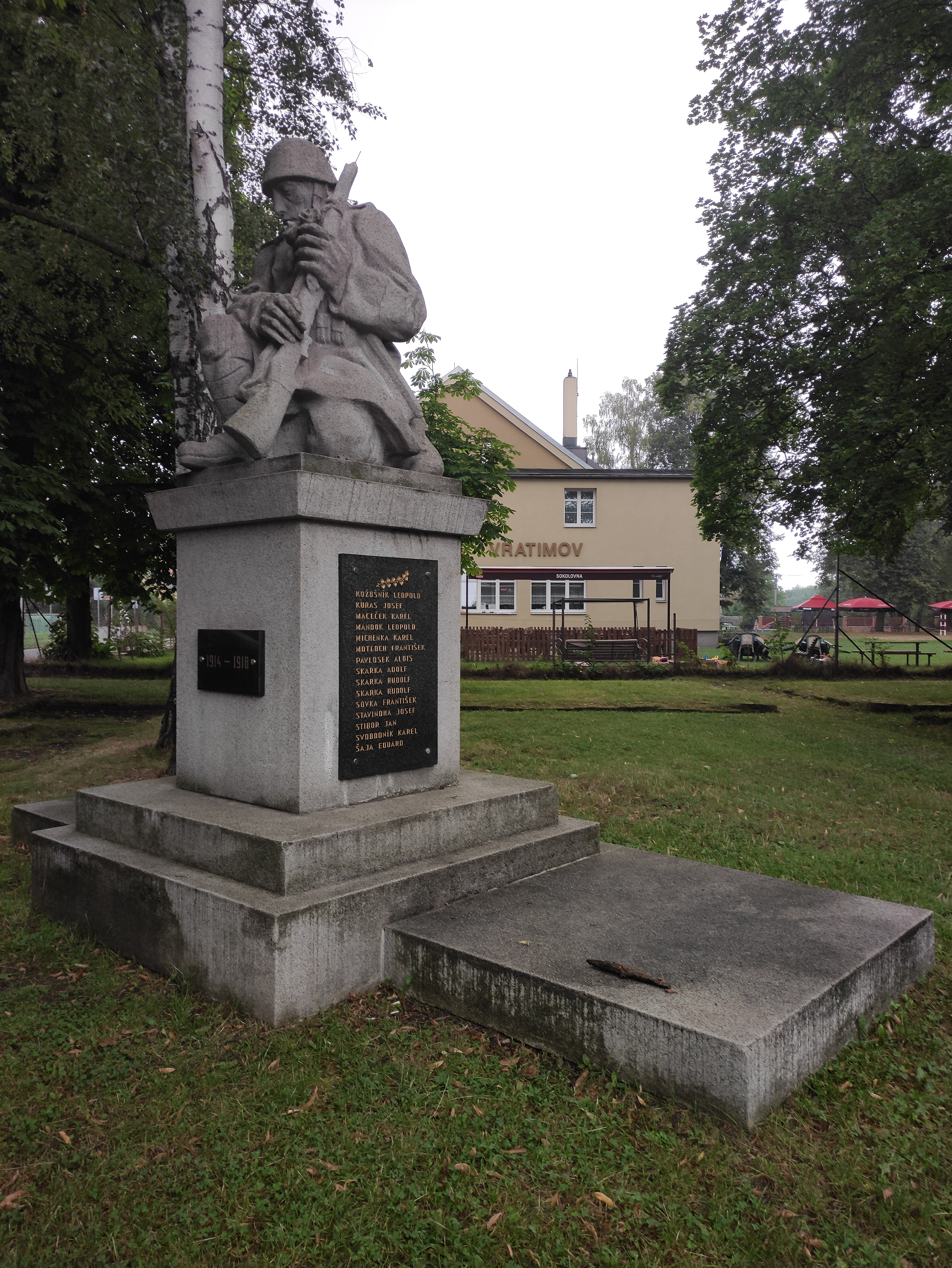
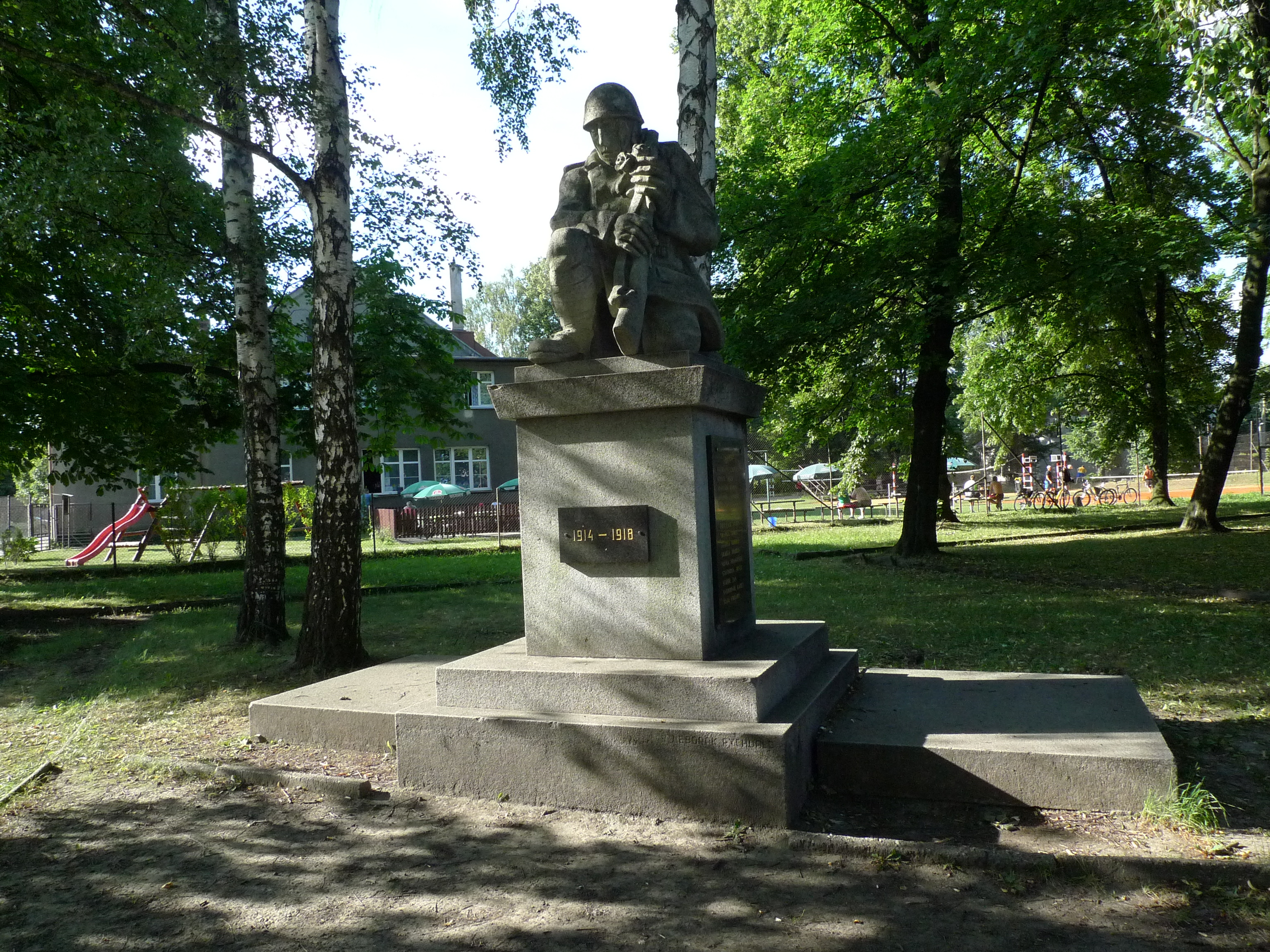